# Université de Provence Aix-Marseille I
L'université de Provence Aix-Marseille I est une ancienne université de l'académie d'Aix-Marseille consacrée aux sciences et aux lettres et sciences humaines.
Ses campus principaux sont ceux situés à Marseille (sciences et siège de l'université) et Aix-en-Provence (lettres et sciences humaines). Elle a fusionné le 1er janvier 2012 avec les deux autres universités d'Aix-Marseille pour former l'université d'Aix-Marseille.

## Histoire

### L'université d'ancien régime
En 1409, Louis II de Provence crée une université à Aix-en-Provence. Comme partout en France, celle-ci est dissoute par la Convention en 1793.

### Époque facultaire puis l'université unique
En 1806-1808, Napoléon Ier crée l'Université de France, composée de facultés dans cinq ordres (disciplines) : droit, théologie, lettres, sciences, médecine. L'ancienne université renaît à Aix-en-Provence sous la municipalité d'Antoine Aude, sous la forme d'une faculté de droit et d'une faculté de théologie, puis, en 1846, d'une faculté des lettres, située au cœur de la ville, rue Gaston-de-Saporta. Enfin, en 1854, Napoléon III crée une faculté des sciences à Marseille.

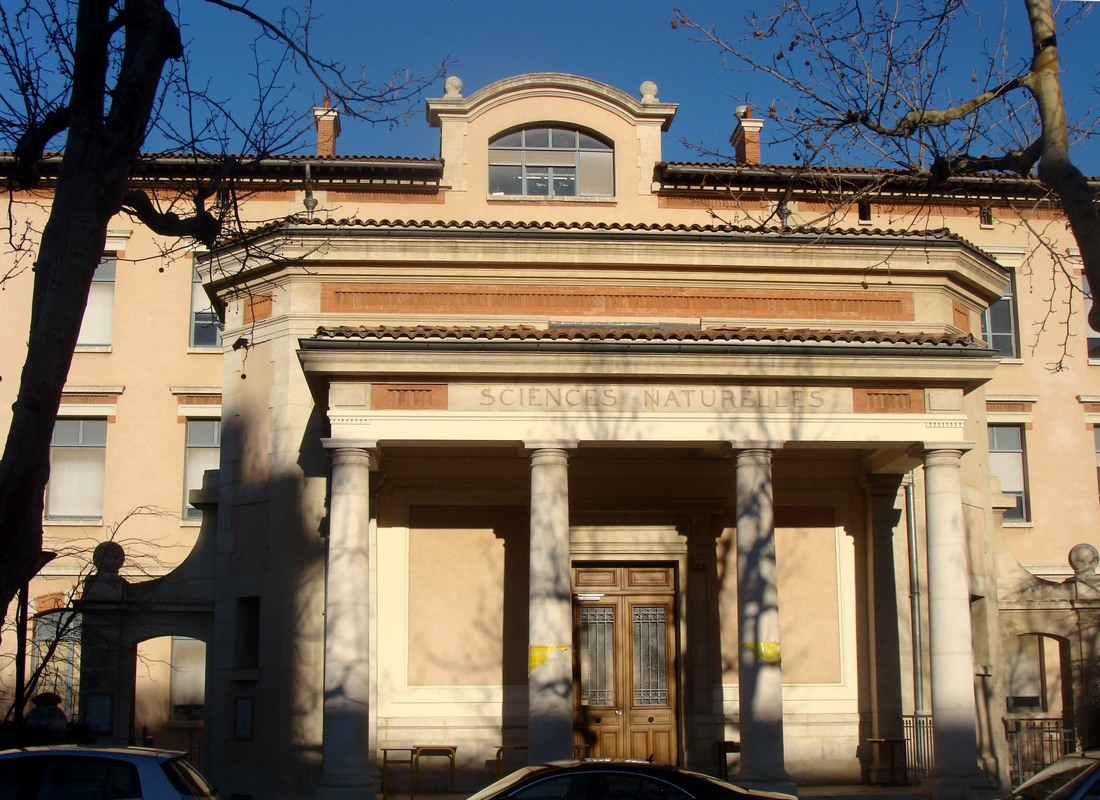
Un des bâtiments construits sur le site de Saint-Charles entre 1911 et 1914, récemment rénové

Sous la Troisième République, le corps de facultés de chaque académie est renommé « université ». Dès les années 1880, la faculté des sciences est trop à l'étroit dans ses locaux des allées de Meilhan (haut de l'actuelle Canebière). La construction d'une nouvelle faculté est entreprise sur le plateau Longchamp, puis abandonnée. La municipalité décide alors de bâtir « une université complète » dans le quartier Saint-Charles, sur les terrains de l'ancien cimetière du Racati, fermé en 1876. Le projet est confié à Victor-Auguste Blavette en 1896. Ce n'est qu'en 1910 que le doyen Léon Charve parvient à lancer les travaux, mais pour seulement une faculté des sciences, Aix ayant fait opposition au projet d'implantation à Marseille du siège de l'académie. Et c'est seulement en 1919 que les trois instituts scientifiques (mathématiques et physique, chimie, sciences naturelles) s'installent dans les locaux de Saint-Charles,.
Dans les années 1950, le développement de nouvelles disciplines d'enseignement, et surtout l'accroissement important du nombre des étudiants, provoque la construction de locaux nouveaux : à Aix sur l'avenue Robert-Schumann (Lettres et sciences humaines, mais aussi droit et sciences économiques), à Marseille sur le site de Saint-Charles (bâtiment 5). Puis sont créés à Marseille deux sites excentrés : Saint-Jérôme (dans le quartier du Merlan) et Luminy, qui se veut un « campus à l'américaine », modèle alors inconnu en France. L'université d'Aix-Marseille compte alors plus de 40000 étudiants.

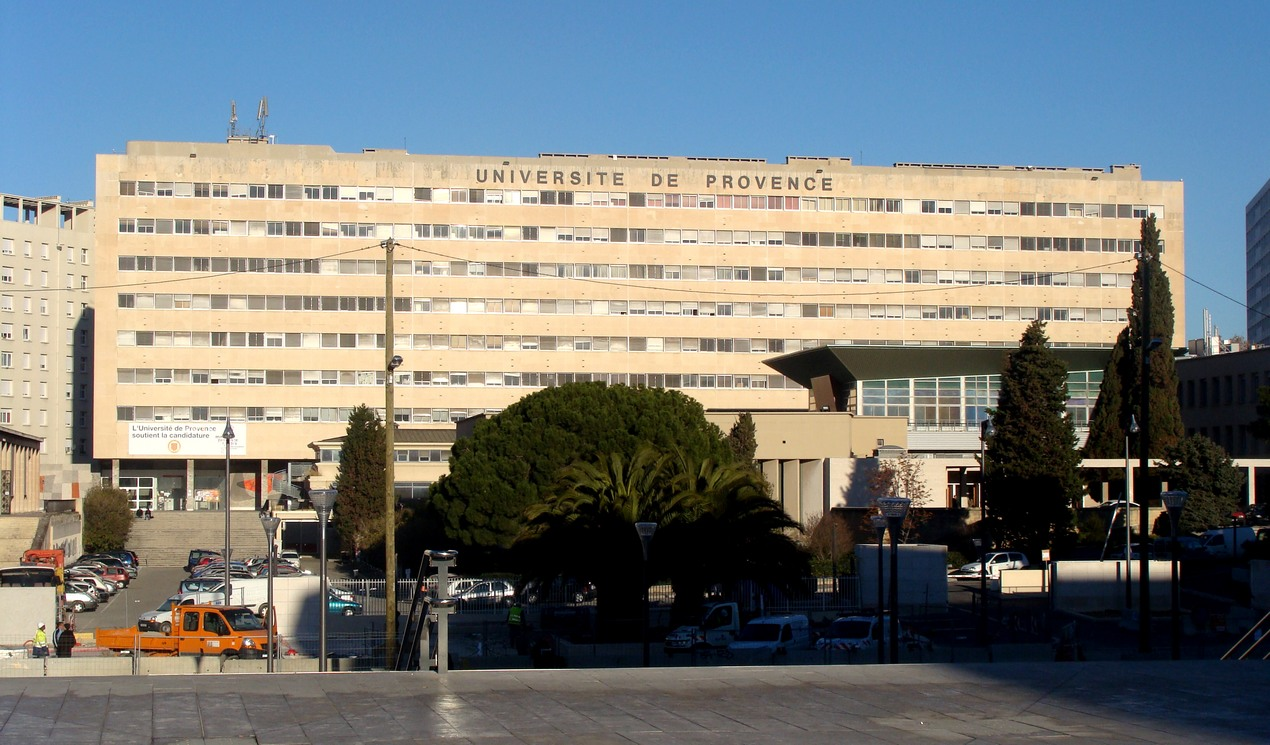
Le centre Saint-Charles, siège de l'université.

### Dissolution de l'université unique et développements
Après l'explosion de mai 68, la loi Faure redéfinit les universités en unités plus petites, mais sur le mode pluridisciplinaire : à Aix-Marseille, les lettres et les sciences, disciplines considérées comme plutôt « progressistes », décident de s'unir (avec l'exception notable des scientifiques de Luminy), alors que les disciplines plus « traditionnelles » comme le droit et la médecine s'organisent de leur côté. L'université d'Aix-Marseille I, qui se donne comme nom « université de Provence », est née.
En 1973, à la suite de pressions exercées auprès du ministère de l'Éducation nationale, des professeurs sous la conduite du juriste Charles Debbasch font sécession et créent une troisième université regroupant le droit et une partie du secteur scientifique de l'université de Provence.
À partir des années 2000, les trois universités créent de nouveaux liens et une structure fédérative des universités est créée.

### Fusion des trois universités
Dans un premier temps, les trois universités entament un processus de rapprochement au sein du PRES Aix-Marseille Université à partir de 2007. Ce processus abouti à la fusion des trois universités le 1er janvier 2012 sous le nom d'« université d'Aix-Marseille ».

## Classement international
Au classement mondial 2008 des universités effectué par la Jiao Tong University de Shanghai, l'université de Provence Aix-Marseille I occupe la 454e place et se situe dans la fourchette 139-210 des universités européennes. Elle est classée dans la fourchette 8-23 des universités et écoles françaises. En 2015 elle se classe 101e mondiale, 5-6e nationale.

## Composantes

### Secteur des Arts, Lettres, Langues, Sciences Humaines et Sociales
- UFR Civilisations et Humanités (CIVHUM)
- UFR Études Romanes, Latino-Américaines, Orientales et Slaves (ERLAOS)
- UFR Langues Anglo-saxonnes et Germaniques - Langues Étrangères Appliquées (LAG-LEA)
- UFR Lettres, Arts, Communication et Sciences du langage (LACS)
- UFR Psychologie et Sciences de l'Éducation (PSE)
- UFR Sciences Géographiques et de l'Aménagement (SGA)
- Centre de Formation des Musiciens Intervenants (CFMI)
- Maison Méditerranéenne des Sciences de l'Homme (MMSH)

### Secteur des Sciences et Technologies
- UFR Sciences de la Matière (SM)
- UFR Sciences de la Vie, de la Terre et de l'Environnement (SVTE)
- UFR Mathématiques, Informatique et Mécanique (MIM)
- Observatoire Astronomique de Marseille-Provence ( OAMP)
- École Polytechnique Universitaire de Marseille (Polytech'Marseille)
- Institut Universitaire de Technologie (IUT) de l'Université de Provence
- Département Environnement, Technologies et Société (DENTES)
- Département Pôle 3C (Comportement, Cerveau, Cognition)
- Département Sciences, Arts et Techniques de l'Image et du Son (SATIS)
- Centre Interuniversitaire de Mécanique (Unimeca)
- École supérieure du professorat et de l'éducation

## Campus
- Marseille-Saint-Charles (place Victor Hugo) : siège de l'université (présidence, services généraux), UFR SVTE, premiers cycles scientifiques, DENTES, CTES, SCAM, FC-UP, BIU Sciences
- Marseille-Château-Gombert (technopôle) : UFR MIM, Uniméca, Polytech (IUSTI, ICF), LAM
- Marseille-Saint-Jérôme : UFR SM
- Marseille-Canebière : IUFM (PE, PL sciences, PT techno, PLP)
- Marseille-Longchamp : Observatoire
- Aix-en-Provence (avenue Robert-Schuman) : services généraux, toutes les UFR et tous les enseignements de Lettres et Sciences humaines[6], SCEFEE, CTEL, SCAM, CFMI, BIU Lettres
- Aix-en-Provence (Jas-de-Bouffan) : Maison Méditerranéenne des Sciences de l'Homme (laboratoires de recherche en sciences humaines)
- Aix-en-Provence (avenue Jules-Isaac) : IUFM (PE, PL lettres, PT éco, CPE, PL lettres et administration)
- Aubagne : Département Image et Son
- Arles : départements d'IUT (Informatique, Services et réseaux)
- Avignon : IUFM (PE, PL lettres et sciences)
- Digne : départements d'IUT (Génie biologique, Gestion administrative et commerciale)
- Digne : IUFM (PE)
- Lambesc : Département des sciences de l'éducation (annexe)

## Vie étudiante

### Évolution démographique
| 2000   | 2001   | 2002   | 2003   | 2004   | 2005   | 2006   | 2007   | 2008   |
| ------ | ------ | ------ | ------ | ------ | ------ | ------ | ------ | ------ |
| 25 231 | 25 097 | 24 582 | 24 816 | 23 495 | 22 885 | 21 125 | 19 888 | 21 993 |

| 2009   | 2010   | - | - | - | - | - | - | - |
| ------ | ------ | - | - | - | - | - | - | - |
| 22 294 | 20 963 | - | - | - | - | - | - | - |

## Personnalités liées à l'université

### Présidents
À l'issue des événements de 1968, ce qui allait devenir l'université d'Aix-Marseille-I a été administrée provisoirement par un conseil transitoire de gestion présidé par Georges Bodiou. La première élection de la direction de l'université dans le cadre de la Loi Faure a eu lieu en 1971. Bien qu'il ne s'agisse pas d'une disposition statutaire, le choix des présidents successifs de l'université a toujours respecté une alternance entre scientifiques et littéraires :
| Identité                                  | Période | Période | Durée |
| Identité                                  | Début   | Fin     | Durée |
| ----------------------------------------- | ------- | ------- | ----- |
| Fernand Borel (d) (né en 1929)            | 1971    | 1976    | 5 ans |
| Claude Mesliand (1928 - 2018)             | 1976    | 1981    | 5 ans |
| Guy Pouzard (d) (1938 - 2020)             | 1981    | 1987    | 6 ans |
| Jean-Claude Bouvier (né en 1935)          | 1987    | 1992    | 5 ans |
| Vincent-Paul Kaftandjian (d) (né en 1938) | 1992    | 1997    | 5 ans |
| Gérard Dufour (né en 1943)                | 1997    | 2002    | 5 ans |
| Yves Mathieu (d) (1945 - 2005)            | 2002    | 2004    | 2 ans |
| Paul Tordo (d)                            | 2004    | 2007    | 3 ans |
| Jean-Paul Caverni (d) (né en 1947)        | 2007    | 2011    | 4 ans |

### Enseignants
Sciences
- Antoine-Fortuné Marion, de 1870 à 1900
- Léon Charve, de 1881 à 1910
- Charles Fabry, de 1894 à 1921
- Jean Cabannes, de 1910 à 1914 et de 1919 à 1921
- Joseph Peres, de 1921 à 1932
- Roland Fraïssé
- Jean-Marie Souriau

Lettres et sciences humaines
- Maurice Agulhon, professeur d'histoire contemporaine.
- Gabriel Audisio, professeur d'histoire moderne.
- Georges Duby, professeur d'histoire médiévale.
- Giulio Angioni, professeur d'ethnologie
- Gabrielle Démians d'Archimbaud, professeur d'archéologie et d'histoire de l'art médiéval
- Gérard Dufour
- Annie-Hélène Dufour
- Roger Establet
- Paul-Albert Février
- Dominique Garcia
- Gilles-Gaston Granger
- Pierre Guiral
- Philippe Joutard
- Thierry Pécout, maître de conférences en histoire médiévale.
- Anne Roche, professeure de littérature française.
- Christian Touratier
- Michel Vovelle, professeur d'histoire moderne.
- Paul Veyne, professeur d'histoire ancienne.
- Georges Ravis Giordani, professeur d'ethnologie

### Étudiants
- Adolphe Thiers, président de la République française (1871-1873)
- Bruno Etienne, sociologue et politologue
- Jason Lamy-Chappuis, médaille d'or olympique, combiné nordique
- J.M.G. Le Clézio, écrivain, prix Nobel 2008
- Philippe Séguin, homme politique (1943-2010)
- Pablo Daniel Magee, journaliste d'investigation, écrivain et dramaturge
- Corinne Touzet, actrice, réalisatrice et productrice[27]
- Sadaf Foroughi et Kiarash Anvari ont étudié dans le département cinéma
- Choe Yun, auteure sud-coréenne
- Ariane Ascaride, actrice
- Charif Majdalani, écrivain, romancier
- Robert Guédiguian
- Thérésien Cadet, botaniste
- Yves Gomy, entomologiste